# Aleksander Koll
Aleksander Koll (ur. 3 czerwca 1939 roku w Wilnie) – polski chemik, profesor zwyczajny Wydziału Chemii Uniwersytetu Wrocławskiego, rektor Niepublicznej Wyższej Szkoły Medycznej we Wrocławiu.

## Życiorys

### Wykształcenie i działalność naukowa
Ukończył szkołę podstawową i średnią w Głogowie, a w roku 1957 rozpoczął studia na Uniwersytecie Wrocławskim na Wydziale Matematyki, Fizyki i Chemii. Studia ukończył w 1962 roku przedkładając pracę magisterską wykonaną pod opieką Prof. Lucjana Sobczyka. W tym samym roku rozpoczął studia doktoranckie. Stopień doktora uzyskał w 1968 roku na podstawie dysertacji zatytułowanej: „Struktura i właściwości związków (pirydyl)2Y”. Kolejne szczeble kariery naukowej to habilitacja w 1986 roku, stanowisko docenta w 1988 roku, profesora nadzwyczajnego w 1992 roku a 29 marca 1996 otrzymał tytuł profesora  nauk chemicznych.
Jego dorobek publikacyjny obejmuje ok. 160 artykułów opublikowanych w czasopismach o zasięgu międzynarodowym, które wg google scholar, do września 2021 były cytowane 3999 razy. Według tego samego serwisu wskaźnik Hirscha publikacji jego autorstwa wynosił 31.
Do przejścia na emeryturę, w roku 2009 wypromował 11 doktorów i kilkudziesięciu magistrów. Jest współautorem podręcznika Eksperymentalna Chemia Fizyczna.
W latach 1996–2002 był prodziekanem na Wydziale Chemii Uniwersytetu Wrocławskiego, od 1997 do 2009 kierował Zespołem Badawczym Struktury i Oddziaływań Międzycząsteczkowych, sprawował funkcję kierownika Zespołu Dydaktycznego Chemii Fizycznej. W latach 1998–2003 był przewodniczącym Sekcji Fizykochemii Związków Organicznych PTChem. Współorganizował doroczne Szkoły Fizykochemii Organicznej zapoczątkowane przez Profesora Sobczyka, a następnie kontynuowane w ramach Sekcji Fizykochemii Związków Organicznych.

### Działalność związkowa
W latach 70. działał w Związku Nauczycielstwa Polskiego. W 1980 r. został przewodniczącym koła „Solidarności” w Instytucie Chemii UWr. W 1982 r. internowany.

## Odznaczenia i wyróżnienia
- 2007 – Medal Jana Zawidzkiego za wybitne osiągnięcia z zakresu chemii fizycznej i nieorganicznej[7]
- 2025 – odznaka honorowa „Wrocławska Wolność” przyznawana przez rektora Uniwersytetu Wrocławskiego[6]
- Krzyż Wolności i Solidarności[6]